# Napaeus tremulans
Napaeus tremulans is een slakkensoort uit de familie van de Enidae. De wetenschappelijke naam van de soort is voor het eerst geldig gepubliceerd in 1858 door Mousson.